# Duna Cerro Blanco
Cerro Blanco es una enorme duna de Perú situada en el valle de Nazca en el departamento de Ica, a unos 20 kilómetros de la ciudad de Nazca. La base de la duna se encuentra a 1300 metros y su cima alcanza los 2080 metros, dando una altura útil de descenso sobre arena de 780 m. Es un lugar ideal para la práctica del sandboard extremo, para llegar al punto de descenso se debe hacer una caminata de aproximadamente 3 horas. Las bajadas son bastante empinadas, aptas sólo para los más experimentados en sandboard.